# Il ritratto di Mr W.H.
Il ritratto di Mr W. H. (titolo originale The Portrait of Mr. W. H.)  è un'opera in prosa di Oscar Wilde di cui si hanno due versioni: una pubblicata nel luglio 1889 su Blackwood's Edinburgh Magazine , l'altra nel 1921. È un racconto breve basato sui Sonetti di Shakespeare. Questo romanzo nasce dall'appassionata lettura dell'opera shakespeariana che fa scattare in Wilde la voglia di mettere alla prova la sua creatività, provando a creare un ritratto immaginario di questo misterioso W. H.

## Storia
Le prime idee riguardanti l'opera risalgono a una lettera scritta dallo stesso Wilde a Wemyss Reid nell'ottobre del 1887, due anni prima della pubblicazione. L'intero lavoro di Wilde si basa sulla dedica inserita nell'intestazione della raccolta di sonetti di Shakespeare dall'editore Thomas Thorpe, che si riferisce a tale Mr. W. H., identificato nella figura storica di Henry Wriothesley, conte di Southampton. Tuttavia è da considerare la notevole importanza rivestita dall'editore, che probabilmente scelse non solo l'ordine della disposizione dei componimenti, ma anche il titolo generico della raccolta e la dedica stessa.

## Trama

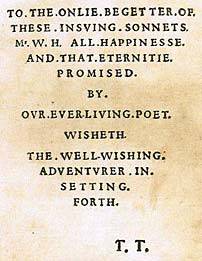
La dedica a Mr. W.H. nel frontespizio della prima edizione dei Sonetti di Shakespeare (1609)

La storia è narrata in prima persona dall'anonimo protagonista. Egli ha un colloquio con il suo conoscente Erskine, che gli riferisce la teoria formulata anni prima dal suo amico Cyril Graham in merito ai Sonetti di Shakespeare: Graham aveva identificato il misterioso "Mr. W.H." dedicatario della raccolta in un giovane attore della compagnia teatrale del poeta, giungendo a suggerirne il nome, Willie Hughes, basandosi interamente su indizi interni al testo. Poiché però ad avvalorare la sua tesi mancava la prova documentaria decisiva richiesta da Erskine, Graham giunse a commissionare la realizzazione di un falso ritratto cinquecentesco di Hughes. Scoperto da Erskine si suicidò, sacrificando alla tesi la sua stessa vita.
Dopo questo incontro anche il narratore si pone ad analizzare la silloge shakespeariana, rintracciandovi altri elementi a conforto della tesi su Willie Hughes e anzi corroborandola ulteriormente. Scrive a Erskine e gli comunica le sue impressioni, ma per un curioso capovolgimento subito dopo aver inviato la lettera il narratore si disamora della teoria, mentre adesso è Erskine a caldeggiarla. I due hanno una discussione e si separano freddamente.
Due anni dopo, il narratore riceve da Cannes una lettera da Erskine in cui questi afferma di essere determinato a togliersi la vita a sostegno della tesi, come a suo tempo aveva fatto Graham. Il narratore si precipita dunque a Cannes, ma Erskine è già morto; tuttavia apprende dal medico che in realtà non si tratterebbe di suicidio, in quanto Erskine sarebbe stato afflitto da tisi e si era recato nel sud della Francia appositamente per morivi. La madre del defunto consegna al narratore il ritratto di Hughes: egli lo espone nella sua biblioteca, tacendone la storia ai visitatori.